# 1486 w polityce
Wydarzenia polityczne w 1486 roku.

## Wydarzenia
- Maksymilian I Habsburg zostaje królem Niemiec.
- 18 stycznia - ślub Henryka VII Tudora i Elżbiety York łączy dwie skonfliktowane młodsze linie dynastii Plantagenetów[1].